# فيرا نيومان
فيرا نيومان (بالإنجليزية: Vera Neumann)‏ هي فنانة أمريكية، ولدت في 24 يوليو 1907، وتوفيت في 15 يونيو 1993.